# Nissan Livina
Nissan Livina — компактвэн, представленный компанией Nissan 6 июля 2006 года. Производиться начал в декабре 2006 года.

## Первое поколение (L10)
Первое поколение производилось с 2006 года по 2013 год. Укороченная 5-местная версия называется Livina или Livina XR, а в Таиланде — Livina Urban или Livina Sport. В отличие от 7-местной версии Grand Livina, которая считается компактвэном, Livina является вместительным хетчбэком.

### Grand Livina
Nissan Grand Livina — 7-местная, удлинённая модификация Livina. Производится с 2007 года. В Китае называется Livina Geniss. Сначала производился только в Индонезии, а потом и в других странах. После рестайлинга автомобиль комплектовался двигателями: 1.5 S, 1.5 SV, 1.5 XV, 1,5 Ultimate и 1,5 & 1.8. Комплектации с двигателями 1.8 XV и 1.8 Ultimate после рестайлинга больше не выпускались.

### Livina X (C)-Gear
В 2008 году в Индонезии был представлен Livina X-Gear. На некоторых рынках называется C-Gear. Автомобиль, в отличие от классического Livina, имеет спортивный бампер и железную крышу, что делает его похожим на кроссовер.

### Рестайлинг 2011
В 2011 году Livina, Grand Livina и Livina X-Gear прошли модернизацию. Изменениям подверглись: решётка радиатора, новые колёсные диски, боковые молдинги, поворотники. В интерьере изменения коснулись цвета обивки: от белого и коричневого до чёрного.

### Галерея
- Livina до рестайлинга
- Livina после рестайлинга
- Grand Livina
- Livina X-Gear

## Второе поколение (L11)
В мае 2013 года в Индонезии были показаны новые Grand Livina и Livina X-Gear. Классический Livina с появлением нового поколения был снят с продаж. Grand Livina комплектуется с 1,5 литровым двигателем, а Livina X-Gear комплектуется с двигателями: 1.5, 1.8 MR18DE. В марте 2014 года Nissan решила прекратить производство Livina X-Gear с 1.8 литровым двигателем.

### Галерея
- Grand Livina второго поколения
- Grand Livina второго поколения сзади
- Livina X-Gear второго поколения
- Livina X-Gear второго поколения сзади